# Guy Spence Gardner
Guy Spence Gardner (* 6. ledna 1948 Altavista, Virginie), vědec, letec a americký kosmonaut. Ve vesmíru byl dvakrát.

## Život

### Studium a zaměstnání
Absolvoval leteckou akademii USA a pak i studium na Purdue University. V roce 1980 nastoupil k NASA, kde zůstal až do odchodu do důchodu.

### Lety do vesmíru
Na oběžnou dráhu se v raketoplánech dostal jako pilot dvakrát a strávil ve vesmíru 13 dní, 8 hodin a 10 minut.
Byl 210 člověkem ve vesmíru.
- STS-27 Atlantis, 2. prosinec 1988 – 6. prosinec 1988
- STS-35 Columbia, 2. prosince 1990 – 10. prosince 1990